# 라라 크로프트

《툼 레이더》 시리즈의 주인공 라라 크로프트

라라 크로프트(Lara Croft)는 게임 프랜차이즈 툼 레이더의 등장인물이자 주인공이다. 매우 똑똑하고 옹골찬 체격의 영국인 고고학자로서 전 세계를 누비며 고대의 무덤과 위험한 폐허를 탐험한다. 영국의 게임개발사 코어 디자인에 소속된 팀에 의해 만들어졌으며 1996년 게임 《툼 레이더》에서 처음 등장하였다.
코어 디자인은 툼 레이더 시리즈의 전기(前期) 작품의 제작을 도맡았다. 강한 여성 아이콘에 영향을 받아 코어 디자인 소속 팀원 토비 가드는 라라를 전형적 여성 캐릭터에 반하는 것으로 만들었다. 이후로 속편들을 거치며 그래픽 품질의 상승과 기존 게임플레이에 새로운 요소의 추가가 이루어졌다. 2003년 속편 《툼 레이더: 어둠의 천사》 이래 미국의 게임개발사 크리스털 다이내믹스가 툼 레이더 시리즈의 게임 제작을 도맡고 있다. 당 개발사는 이후 시리즈를 리부트하여 라라의 육체적 비율을 조정하고 게임의 환경과 상호작용할 수 있는 새로운 방식을 부여하였다. 게임에 한해서 총 여섯 명의 성우가 라라의 목소리를 맡아왔다.
현재까지 게임에서뿐만 아니라 도서류, 단편 애니메이션, 장편영화, 관련상품에 이르기까지 다종다양한 매체를 통해 모습을 보였다. 라라라는 캐릭터의 홍보를 위해 의류, 장신구, 액션 피규어, 따라입은 모델 따위가 동원되었다. 허락받은 제3자 프로모션을 통해 텔레비전·지면 광고, 음악관련매체 따위에 등장했으며 또 광고 모델로도 쓰였다.
라라 크로프트는 대중문화에 있어 중요한 게임 캐릭터로 취급된다. 기네스 세계기록에서 6개 기록을 보유했으며 커다란 팬덤을 거느리고 있을 뿐더러 영화화에 성공한 최초의 비디오게임 캐릭터 가운데 하나이다. 섹스 심벌로도 널리 알려져 있으며 게임계에서 그토록 폭넓은 주목을 받은 것은 라라가 최초일 것이다. 라라를 향한 평론가의 평가는 비디오게임을 변혁시킨 긍정적 동인으로 보는 시각에서 소녀에게 나쁜 롤모델이라는 시각까지 다양하다.